# Grécia nos Jogos Olímpicos de Inverno de 1988
A Grécia competiu nos Jogos Olímpicos de Inverno de 1988, em Calgary, no Canadá.